# Babulo (Lepuguen)
Babulo ist ein osttimoresischer Ort im Suco Tapo/Memo (Verwaltungsamt Maliana, Gemeinde Bobonaro). Er befindet sich am Südostrand der Aldeia Lepuguen, auf einer Meereshöhe von 260 m. Ein Zufluss des Malibaca trennt Babulo von Memo, dem Hauptort des Sucos. Eine Straße führt nach Norden in die Gemeindehauptstadt Maliana. In Babulo befindet sich eine Grundschule.